# 王芳 (正德戊辰進士)
王芳（1465年—？年），字德馨，南直隶凤阳府五河縣人，明朝政治人物。

## 生平
弘治十一年（1498年）戊午科應天府鄉試舉人，曾任浙江严州府學训导，正德三年（1508年）戊辰科中式會試第三十五名，第三甲第二百十一名進士。历任大理寺署左寺正左评事，十二年（1517年）二月升四川按察司佥事，十三年十二月因四川僰蛮攻破高县、庆符县，被巡按御史卢雍、黎龍弹劾。

## 家族
曾祖王表。祖父王清。父王安。母曹氏。永感下。